# يوهان غروتومسبروتن
يوهان غروتومسبروتن (Johan Grøttumsbråten) هو لاعب أولمبي لرياضة إسكندنافية ثنائية, تزلج ريفي من النرويج. شارك في الأولمبياد الشتوي في 1924–1932، وفاز بما مجموعه 6 ميداليات.

## الميداليات
| ذهب | فضة | برونز | المجموع |
| 3   | 1   | 2     | 6       |

## روابط خارجية
- يوهان غروتومسبروتن على موقع الاتحاد الدولي للتزلج (التزلج الريفي) (الإنجليزية)
- يوهان غروتومسبروتن على موقع الاتحاد الدولي للتزلج (القفز التزلجي) (الإنجليزية)
- يوهان غروتومسبروتن على موقع الاتحاد الدولي للتزلج (التزلج النوردي المزدوج) (الإنجليزية)
- يوهان غروتومسبروتن على موقع اللجنة الأولمبية الدولية (الإنجليزية)
- يوهان غروتومسبروتن على موقع أوليمبيديا (الإنجليزية)